# El lleó, la bruixa i l'armari
|  | Aquest article tracta sobre el llibre. Si cerqueu l'adaptació cinematogràfica, vegeu «Les Cròniques de Nàrnia: el lleó, la bruixa i l'armari». |

El lleó, la bruixa i l'armari (títol original en anglès: The Lion, the Witch and the Wardrobe) és una novel·la fantàstica infantil publicada per l'irlandès Clive Staples Lewis el 1950. És la més coneguda de la sèrie de set llibres anomenada Les Cròniques de Nàrnia. Encara que cronològicament fou el primer llibre de la sèrie escrit per l'autor, cap al 1940, és el segon segons la cronologia interna després de El nebot del mag.

## Sinopsi del llibre
Narnia..., un món congelat..., una terra que espera la seva lliberació. Quatre nens descobreixen un armari que els serveix de porta d'accés a Narnia, un país congelat en un hivern etern i sense Nadal. Però, complint les velles profecies, els nens -juntament amb el lleó Aslan- seran els encarregats d'alliberar el regne de Narnia de la tirania de la Bruixa Blanca i recuperar l'estiu, la llum i alegria per a tots els habitants de Narnia.

## Història
La història del llibre arrenca el 1940, a Londres, la Gran Bretanya, durant la Segona Guerra Mundial. Degut als bombardejos de la capital britànica els nens són evacuats de la ciutat, entre ells els germans Pevensie: Peter, Susan, Edmund i Lucy. Són acollits a la casa d'un vell professor que viu al camp, i un cop arribats els nens es dediquen a explorar la casa. Arriben a una habitació pràcticament buida excepte per un armari de fusta, i decideixen continuar, menys la petita Lucy que es queda endarrerida, i, plena de curiositat obre l'armari ple d'abrics de pell i descobreix que al fons hi ha un paisatge nevat. Allà coneix un faune, el senyor Tumnus, que li explica que aquesta és la terra de Nàrnia, i la convida a casa seva, on la fa dormir per portar-la a la Bruixa Blanca Jadis, reina de Nàrnia. Però en l'últim moment es penedeix i deixa escapar Lucy, que torna al nostre món a través de l'armari i intenta convèncer de forma infroctuosa als seus germans del que li ha passat.
Posteriorment, Lucy torna a provar d'entrar amb èxit a Nàrnia, però no s'adona que el seu germà Edmund la segueix. Edmund perd de vista a Lucy i s'acaba trobant per casualitat un carruatge on viatja la Bruixa Blanca, que en adonar-se que és un humà fill d'Adam i Eva l'enganya perquè porti als seus germans fins al seu castell, i li promet a ell convertir-lo en príncep. En trobar-se amb Lucy tornen plegats, però Edmund nega tot el que ha passat als dos germans grans.
Per fugir d'un grup de visitants els quatre nens es fiquen a l'armari i van a parar tots junts a Nàrnia. Després de comprovar que la casa de Tumnus ha estat saquejada i aquest arrestat per la policia, es troben a un castor parlant, que els condueix fins a casa seva, i juntament amb la seva dona (la Senyora Castor), els expliquen que Nàrnia es troba sota la tirania de la Bruixa que té sotmès al país a un malefici d'hivern perpetu, i que Aslan, el lleó-déu, alliberarà el país amb l'ajuda de quatre fills d'Adam i Eva. Edmund s'escapa mentre ho expliquen i es dirigeix al castell de la Bruixa, on es troba un bon nombre d'estàtues (opositors que foren convertits en pedra) i és empresonat. Per la seva banda, els tres germans decideixen anar a veure Aslan per ajudar a Edmund.
Durant el viatge els nens poden veure com l'hivern dona pas a la primaver per primer cop des de feia 100 anys, i prova que el malefici de la bruixa es va tencant apareix el Pare Noel que obsequia als tres germans amb una sèrie de regals. Un cop arribats al campament narnià es troben amb les criatures mítiques, animals parlants i el mateix Aslan. Després de matar a un grup de llops de la policia de la Bruixa Blanca que els havia seguit, uns soldats narnians alliberen a Edmund i el porten al campament. La Bruixa decideix parlar amb Aslan i exigir la tornada del noi per poder-lo sacrificar a la Taula de Pedra, on segons la llei narniana han de morir els traïdors. Aslan s'ofereix per sacrificar-se en lloc d'Edmund, i així succeeix, i Susan i Lucy, que havien seguit a Aslan, es queden amb el cos sense vida del lleó fins que, de cop, ressuscita. Aleshores, muntades sobre ell, viatgen per Nàrnia fins al castell de la Bruixa Blanca, on torna a la vida a les estàtues de pedra, entre elles al Senyor Tumnus. Tots ells es posen en marxa cap al campament d'Aslan, on les tropes de la Bruixa han atacat l'exèrcit narnià, ara dirigit per Peter. Conjuntament guanyen la batalla i, al castell de Cair Paravel, són coronats reis i reines de Nàrnia. Governaran durant 15 anys fins que, en una cacera, troben l'armari i tornen, com a nens i com si només haguessin passat uns minuts, al nostre món.

## Personatges
- Peter Pevensie
- Susan Pevensie
- Edmund Pevensie
- Lucy Pevensie
- Professor (Digory Kirke)
- Aslan
- Jadis, la Bruixa Blanca
- Senyor Tumnus
- Senyor i Senyora Castor
- Maugrin
- Pare Noel